# Jüdischer Friedhof Sennfeld

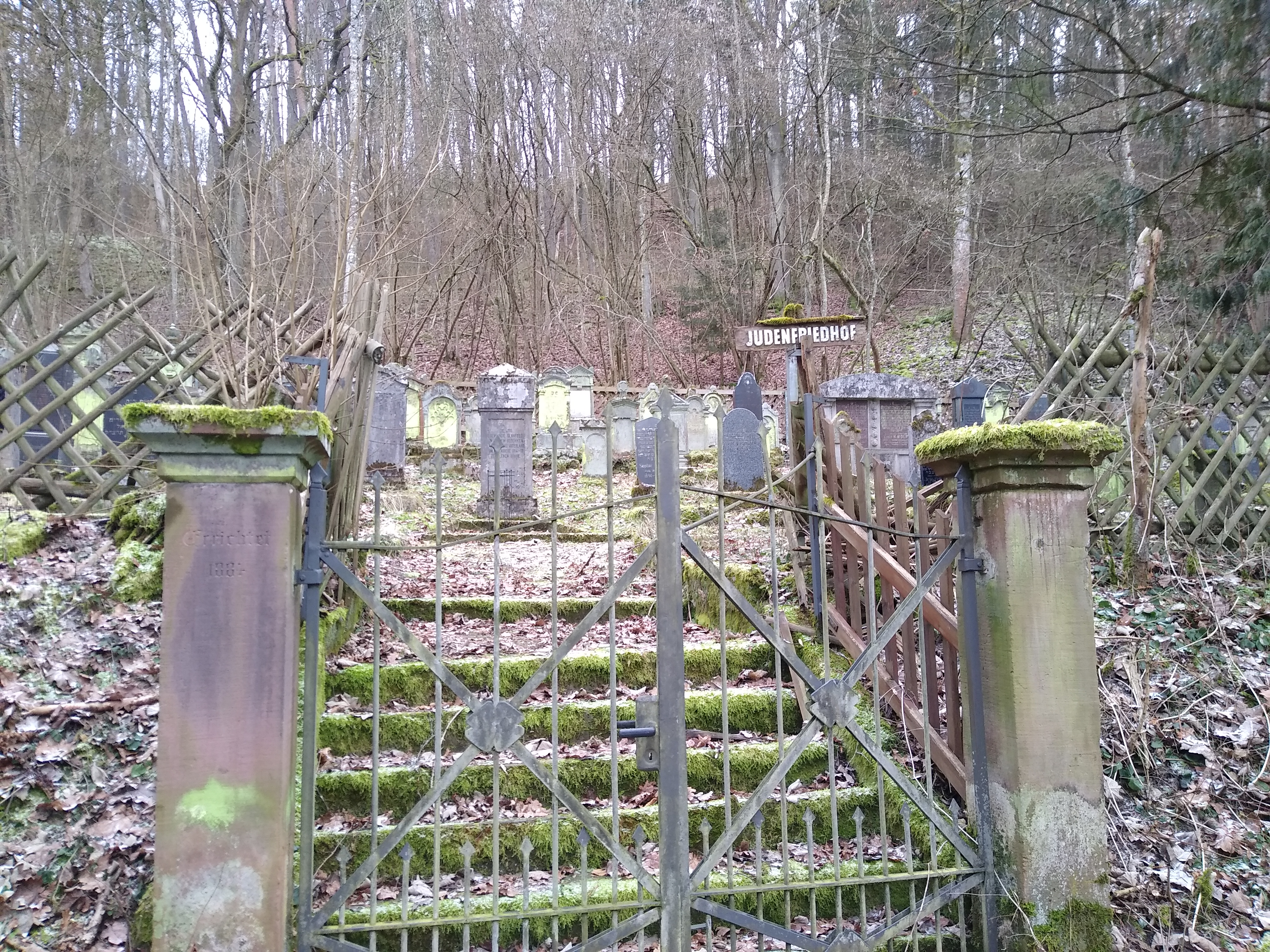
Eingang zum jüdischen Friedhof in Sennfeld

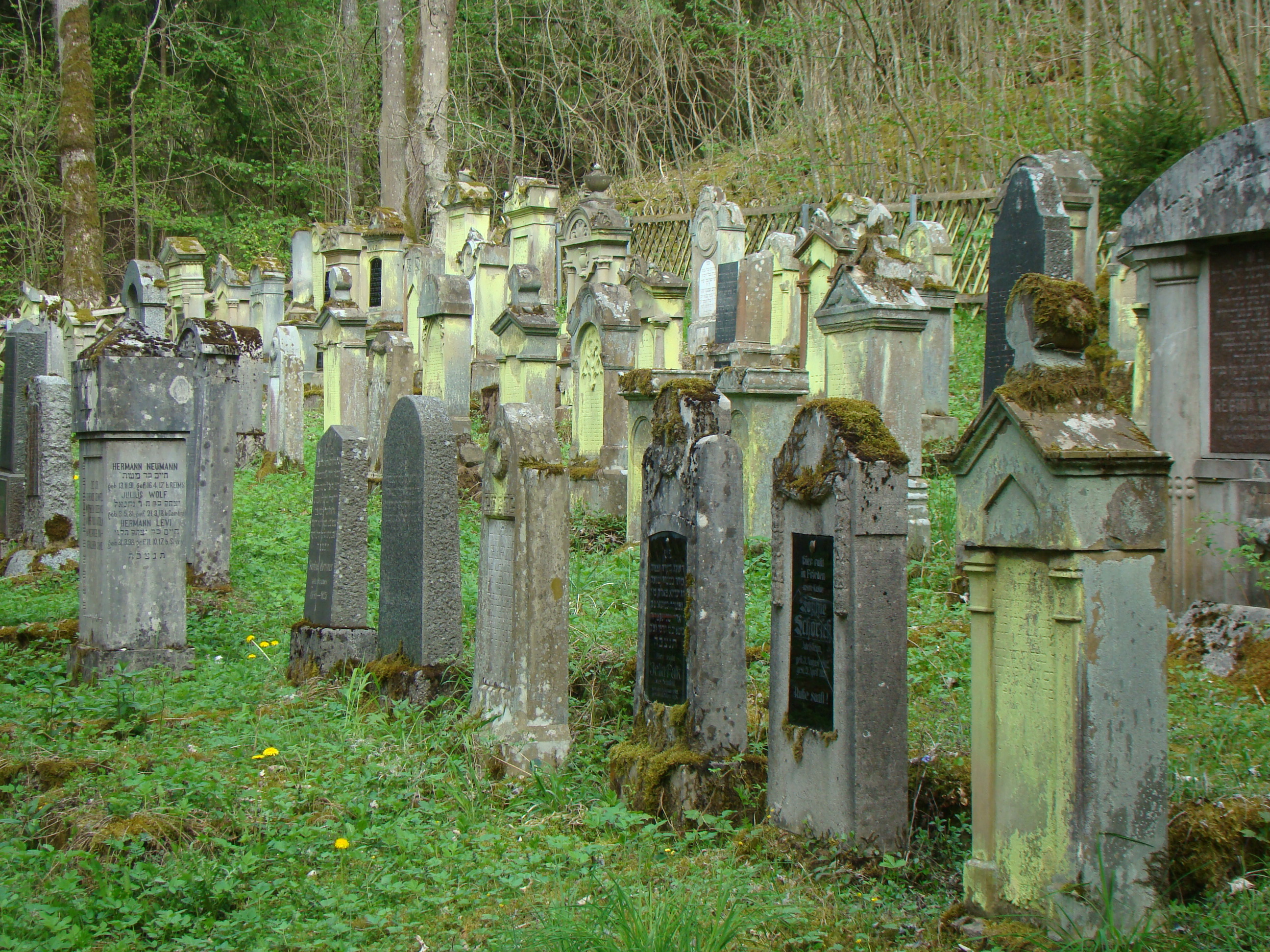
Grabsteine

Der Jüdische Friedhof Sennfeld ist ein jüdischer Friedhof in Sennfeld, einem Stadtteil von Adelsheim im Neckar-Odenwald-Kreis im nördlichen Baden-Württemberg.
Die jüdische Gemeinde Sennfeld hatte ihre Toten auf dem jüdischen Friedhof Bödigheim beigesetzt. Im Jahr 1882 wurde in einem Waldgebiet nordöstlich von Sennfeld (Gewann Greßbach, Fläche 6,23 Ar) ein eigener Friedhof angelegt. Er wurde seit 1884 auch von den Juden in Adelsheim und seit 1889 auch von den Juden in Korb belegt. 
Auf dem Friedhof befindet sich ein Kriegerdenkmal für sieben im Ersten Weltkrieg Gefallene aus der jüdischen Gemeinde.
Die erste Bestattung fand 1884 und die letzte 1939 statt. 131 Grabsteine sind heute noch erhalten.